# Allenberger Kirche (Wehlau)

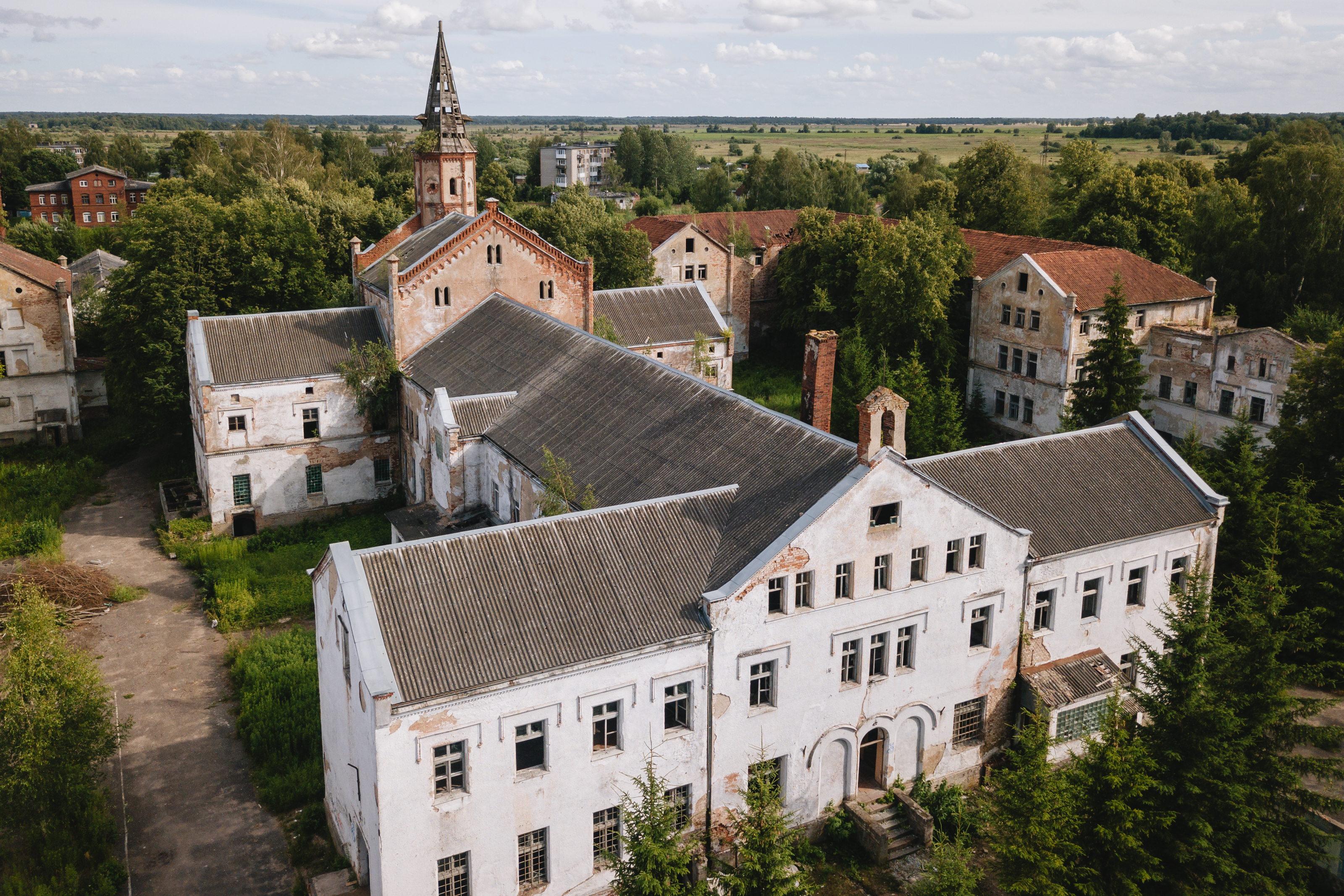
Gebäudekomplex der psychiatrischen Klinik Allenberg

Die Allenberger Kirche in der einstigen ostpreußischen Kreisstadt Wehlau und nach 1945 Snamensk genannten Siedlung entstand in den Jahren 1847 bis 1852. Sie war die evangelische Anstaltskirche der bis 1940 bestehenden Provinzial-Heil- und Pflegeanstalt Allenberg und liegt heute – nicht mehr kirchlich genutzt – in einem Kasernengelände der russischen Streitkräfte.

## Geographische Lage
Snamensk liegt in der russischen Oblast Kaliningrad (Gebiet Königsberg (Preußen)) an der Mündung der Alle (russisch: Lawa) in den Pregel (Pregolja) und ist über die russischen Fernstraßen A 229 (frühere deutsche Reichsstraße 1), R 508 sowie R 514 (ehemals Reichsstraße 142) zu erreichen. Snamensk ist zudem Bahnstation an der Bahnstrecke Kaliningrad–Nesterow (Königsberg–Stallupönen/Ebenrode), der einstigen Preußischen Ostbahn zur Weiterfahrt nach Litauen und ins russische Kernland.
Die Allenberger Kirche befindet sich in dem – nach dem Krieg russisch auch „Clebnikowo“ genannten – Stadtteil südlich der Bahnlinie am linken Ufer der Alle innerhalb eines militärisch genutzten Gebäudekomplexes und ist von der Fernstraße R 514 aus zu erreichen.

## Kirchengebäude
Die Allenberger Kirche entstand im Zusammenhang der Errichtung der ältesten ostpreußischen Provincial Heil- und Pflegeanstalt Allenberg für 250 Kranke in den Jahren 1848 bis 1852. Am 1. September 1852 wurde sie mit der Inbetriebnahme der Anstalt als Gottesdienststätte für die zunächst 59 Patienten ihrer Bestimmung übergeben. Es handelte sich um einen verputzten Backsteinbau mit einbezogenem oktogonalem Westturm. Die Innenausstattung des Saalbaus war schmucklos schlicht. Der Blick der Gottesdienstteilnehmer war gerichtet auf einen einfachen Altartisch mit Kruzifix und Altarleuchtern, hinter dem sich die Kanzel befand. Hinter den Bankreihen war eine Orgel installiert.
Bis 1940 war die Kirche evangelisches Gotteshaus der Anstaltsgemeinde, die  bis 1900 auf 500 Kranke anwuchs und zu der 1929 insgesamt 1.400 Patienten (davon 1.020 evangelische Kirchenglieder) gehörten. Sie verlor ihre Funktion im Jahre 1940, als die Heil- und Pflegeanstalt aufgelöst und zahlreiche Patienten im Zuge der „Aktion Lange“ in das Konzentrationslager Soldau deportiert und ermordet wurden. Nachnutzer wurde eine Garnison der Schutzstaffel (SS) der NSDAP. 1945 gab diese die Räumlichkeiten wieder auf. 1945 wurde das Areal geräumt.
In sowjetischer bzw. russischer Zeit erhielten die ehemaligen Anstaltsgebäude eine Nutzung als Kaserne. Welchem Zweck die Kirche auf dem Gelände dient, ist nicht klar. Der Militärbezirk ist für die Öffentlichkeit unzugänglich.

## Kirchengemeinde
Von 1852 bis 1940 bestand eine evangelische Anstaltsgemeinde, anfangs in dem Gutsort Allenberg, ab 1928 in dem Stadtteil von Wehlau (Snamensk). Sie war dem Kirchenkreis Wehlau innerhalb der Kirchenprovinz Ostpreußen der Kirche der Altpreußischen Union angegliedert, die Pfarrbesoldung lag beim ostpreußischen Provinzialausschuss. Zunächst von den Geistlichen der Pfarrkirche St. Jacobi in Wehlau mitbetreut, bestand zwischen 1863 und 1928 eine eigene Anstaltspfarrstelle, deren Dienst dann von den Pfarren der Kirche Paterswalde (russisch: Bolschaja Poljana) übernommen wurde.

### Pfarrer
In der Anstaltsgemeinde Allenberg amtierten als evangelische Geistliche:
- Hermann Gottlieb W.J. Jackstein, 1863–1867
- Leopold Eugen Muellner, 1868–1873
- Carl Ferdinand Oskar Rohde, 1874–1878
- Eduard Rudolf Wilhelm Theel, 1882–1928.